# Комари (Дебьоський район)
Комари́ (рос. Комары) — присілок в Дебьоському районі Удмуртії, Росія.

## Населення
Населення — 63 особи (2010; 99 в 2002).
Національний склад станом на 2002 рік:
- удмурти — 88 %

## Урбаноніми[3]
- вулиці — Молодіжна, Центральна